# Sharaku
Tōshūsai Sharaku (東洲斎 写楽), seu nome original era Saitō Jūrōbei, conhecido por Sharaku, foi um pintor e gravurista ukiyo-e japonês do período Edo. Pouco se sabe sobre ele, além da suas gravuras ukiyo-e; nem seu nome verdadeiro, nem sua data de nascimento e de morte são conhecidas com alguma certeza. Sua carreira ativa como xilogravurista aparenta ter durado dez meses, do meio de 1794 ao começo de 1795.
Seu trabalho não se tornou popular entre os colecionadores no Japão até ser redescoberto pelo estudioso alemão Julius Kurth em 1910. Ele agora é considerado  um dos grandes  artistas woodblock, e o primeiro artista "moderno" do Japão.

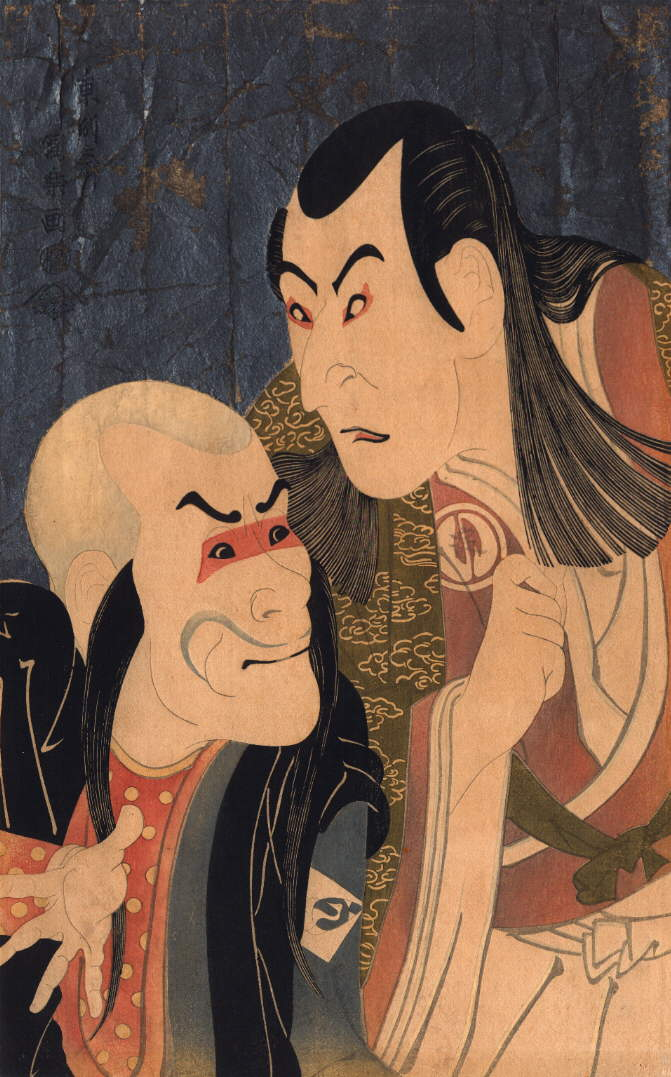
Os dois Kabuki atores Bando Zenji e Sawamura Yodogoro, 1794, Quinto mês

## Biografia
Uma teoria afirma que Sharaku não era uma pessoa, mas um projecto lançado por um grupo de artistas para ajudar uma casa de gravura que tinha ajudado eles. Nesta teoria, o nome Sharaku foi tirado de "sharakusai", "nonsense", e pode tes sido uma "piada" interna dos artistas, que sabiam que não havia o Sharaku real. A rápida mudançade estilo, com quatro distintas mudanças estilísticas na sua curta carreira, dá credibilidade a esta alegação. Também era comum para impressões de xilogravura deste tempo, de envolver de cinco a dez ou mais artesãos para trabalhem juntos. No entanto, parece pouco provável que nenhum deles revelaria verdadeira identidade de Sharaku, ou de deixar alguma informação sobre ele.
Há uma outra especulação que associa Sharaku com o grande mestre de ukiyo-e Katsushika Hokusai, derivada do desaparecimento dele entre 1792 e 1796, coincidindo com o período que o trabalho de Sharaku apareceu, e o número de nomes diferentes que Hokusai usou durante sua carreira.

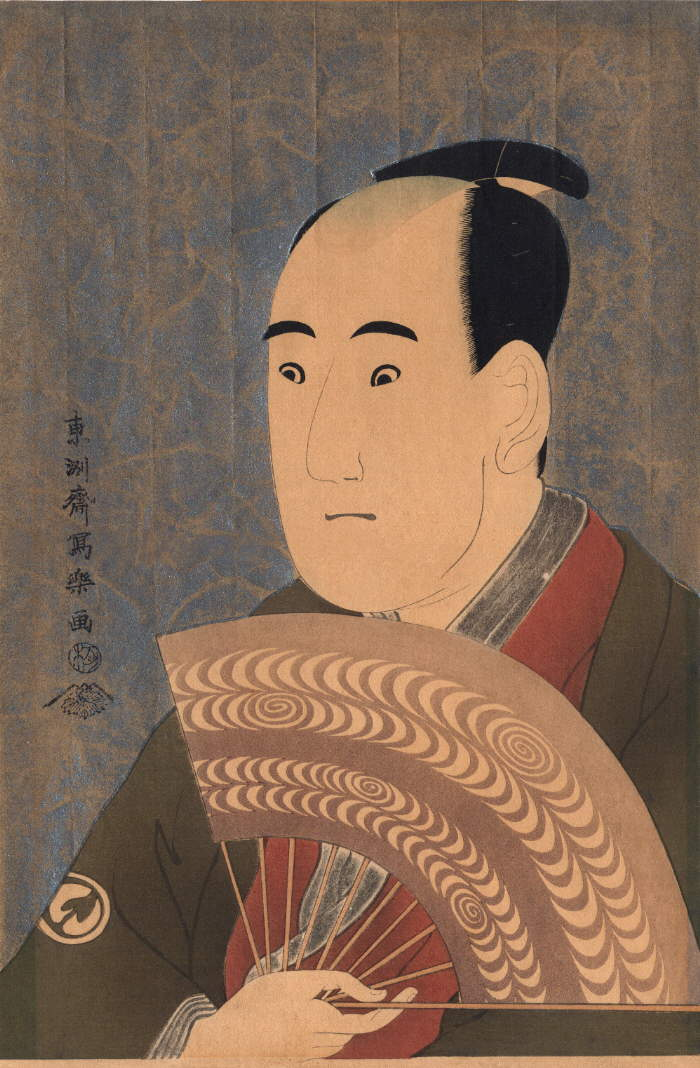
O ator de Kabuki Sawamura Sōjurō III; 1794.

## Carreira e observações retrospectivas
Seu trabalho foi publicado pela Tsutaya Juzaburo, uma das maiores editoras de seu tempo. Ele apresenta retratos de uma ou duas figuras, geralmente a partir da cintura, onde o papel principal é na expressão do ator representado, tratada com grande introspecção psicológica, e com um tom de zombaria, mostrando defeitos da face ou gestos grotescos e dramáticos, com um ar de caricatura. Geralmente trabalhos no estilo "okubi-e" (imagens de rostos em perfil), com o fundo escuro, vagamente reminiscente de Shunsho Katsukawa e Toyokuni Utagawa. São obras de linhas de muito elaborados, com contrastes de cores fortes. 
Os trabalhos inovadores deste autor também pode ser a causa de sua desaparecimento precoce: provavelmente a natureza radical de seu trabalho lhe valeu a hostilidade do meio artístico da cidade de Edo. Um manuscrito do período relatou: "Sharaku retratou atores de Kabuki, mas devido ao realismo excessivo, suas impressões não estavam em conformidade com as idéias preconcebidas, e sua carreira foi curta ..."
Sua técnica de apresentar retratos com fundo de mica preta ou branca também faz dele distinto devido aos efeitos marcantes da mica. Isso é discutido por Seiichiro Takahashi em seu famoso "Impressão Woodblock tradicionais do Japão", que foi publicado como parte do levantamento Heibonsha de Arte Japonesa (Vol.22, páginas 98-102).